# 因瑟尔希登塞
因瑟尔希登塞（指市镇时译作“因瑟尔希登塞”，指岛时译作“希登塞岛”）是德国梅克伦堡-前波莫瑞州的一个市镇。总面积19.03平方公里，总人口1014人，其中男性494人，女性520人（2011年12月31日），人口密度53人/平方公里。